# Sant Jaume de Naüja
Sant Jaume de Naüja (Saint-Jacques de Nahuja en francès) és l'església parroquial del poble i terme de Naüja, a l'Alta Cerdanya, de la Catalunya del Nord.
Està situada a la zona occidental del poble, a peu de carretera, en el punt on la carretera s'eixampla per formar la plaça de Sant Jaume.

## Història
L'església apareix esmentada a la documentació per primer cop al 839, en l'acta de consagració de la catedral d'Urgell, d'on en depenia (recentment s'ha descobert que aquesta acta és en realitat quasi 200 anys posterior al que es creia). D'origen romànic, va ser modificada els segles xvii i xviii; aquesta segona reconstrucció va ser força important, i només sembla haver-se conservat part del mur meridional original. Al portal de l'església, hi figura la data de 1757, data en què es podrien haver acabat les obres.

## Descripció
L'església és d'una sola nau, amb tres capelles laterals, i està rematada a ponent per un campanar d'espadanya amb obertura per a una campana. De l'obra romànica original es conserva només un fragment del mur meridional, a la part oriental, visible a l'interior hi ha encara traces de l'arc triomfal de mig punt.

## Mobiliari
La decoració interior té diversos elements d'interès. Comprèn dues taules gòtiques pintades, de començaments del segle xvi, que havien format part de l'antic retaule de l'altar major (1743?) i representen dues escenes de la vida de sant Jaume el Major i dues de la de sant Jaume el Menor. L'actual retaule de l'altar major és una peça de 1759 (o 1747, segons altres fonts), d'una factura gòtica una mica ingènua. Destaquen també el retaule del Crist, una obra igualment del 1759, i dues marededéus, una de sedent (segle xiii o començament del XIV) i una altra dedicada al Roser, del segle xviii. La decoració es completa amb una pintura mural que mostra els Apòstols, suposadament del segle dissetè.